# Primera travesía aérea del Atlántico sur

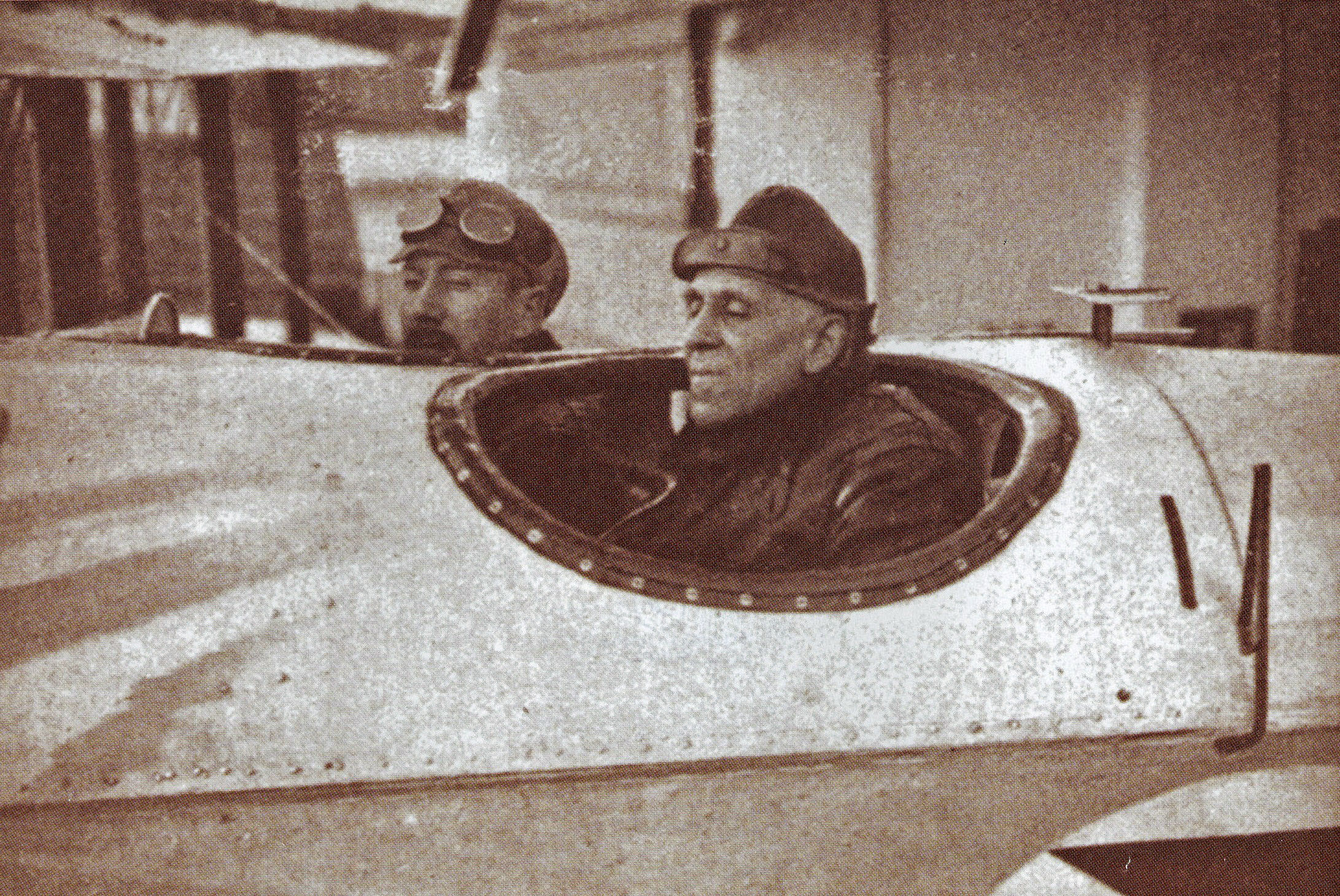
Carlos Viegas Gago Coutinho (en primer plano) junto a Artur de Sacadura Cabral, a bordo del hidroavión Lusitania, con el que cruzaron el Atlántico sur en 1922.

Recorrido que realizaron Gago Coutinho y Sacadura Cabral en la primera travesía aérea del Atlántico sur.

La primera travesía aérea del Atlántico Sur fue realizada entre el 30 de marzo y el 17 de junio de 1922 por los aviadores portugueses Carlos Viegas Gago Coutinho y Artur de Sacadura Freire Cabral, en el contexto de la conmemoración del Centenario de la independencia de Brasil. La travesía unió las ciudades de Lisboa (Portugal) y Río de Janeiro (Brasil), y durante los 79 días que duró el viaje se recorrieron 8383 km.

## El viaje

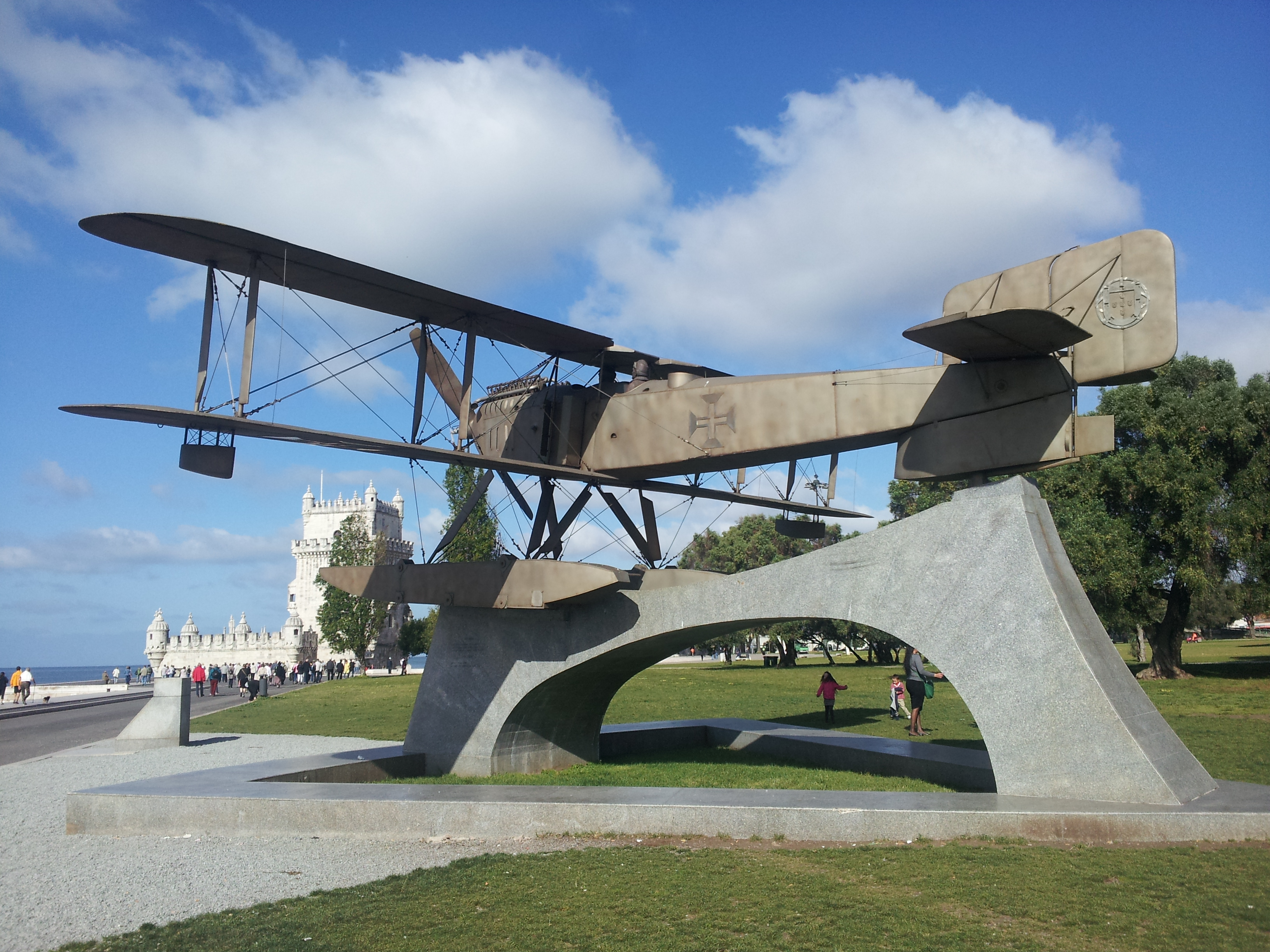
First South TransAtlantic flight monument in Lisbon

El viaje se inició desde el río Tajo, en frente de la Torre de Belém en Lisboa, a las cuatro y media de la tarde del 30 de marzo de 1922, en un avión monomotor Fairey IIID Mk II especialmente diseñado para este viaje, equipado con un motor Rolls-Royce y bautizado con el nombre de Lusitania. Sacadura Cabral ejercía las funciones de piloto y Gago Coutinho las de navegante. Este último había creado —y empleó durante el viaje— un sextante al que había adaptado un horizonte artificial. Este invento revolucionó la navegación aérea de la época.
La primera etapa del viaje concluyó el mismo día en Las Palmas de Gran Canaria (Islas Canarias, España), donde los dos tripulantes notaron que el avión había consumido más combustible del que tenían pensado.
El 5 de abril partieron rumbo a la isla de São Vicente, en el archipiélago de Cabo Verde, recorriendo 850 millas. Allí tuvieron que permanecer hasta el 17 de abril debido a reparaciones en el hidroavión; de ahí partieron a la cercana isla de Santiago, y desde su capital Praia pusieron rumbo al archipiélago de San Pedro y San Pablo, ya en aguas brasileñas, donde llegarían sin ayuda del viento el día 18. Debido al mar revuelto que había en ese lugar, el Lusitania perdió uno de sus flotadores. Los dos tripulantes fueron recogidos por un crucero de la Marina Portuguesa, que los condujo a Fernando de Noronha (archipiélago brasileño). A pesar de estar exhaustos después de haber recorrido 1700 kilómetros, y tras su amerizaje accidentado, habían llegado a aquel punto del Atlántico Sur contando únicamente con el sextante con horizonte artificial creado por Gago Coutinho.
Con la opinión pública portuguesa y brasileña envuelta en el asunto, el Gobierno portugués envió otro hidroavión Fairey, bautizado como Patria, que llegó el 6 de mayo. Después de ser desembarcado, montado y revisado, el 11 de mayo despegarían de nuevo. Pero cuando ya estaban sobrevolando el archipiélago de San Pedro y San Pablo, un problema de motor les obligó a realizar un amerizaje de emergencia, permaneciendo 9 horas como náufragos, momento en el que fueron rescatados por el carguero inglés Paris City.
Reconducidos al archipiélago de Fernando de Noronha, permanecieron allí hasta el 5 de junio, cuando les llegó el nuevo hidroavión Fairey IIID (con el número 17), bautizado por la esposa del entonces presidente de Brasil, Epitácio Pessoa, como Santa Cruz. Transportado desde Portugal por el navío Carvalho Araújo, fue puesto en el agua en el archipiélago de San Pedro y San Pablo, levantando vuelo rumbo a Recife, haciendo escalas en Salvador de Bahía, Porto Seguro, Vitória y de allí hacia Río de Janeiro, amerizando el 17 de junio de 1922 en la Bahía de Guanabara, donde Alberto Santos Dumont, considerado uno de los pioneros de la aviación, les abrazó emocionado.
Aclamados efusivamente como héroes en todas las ciudades brasileñas donde amerizaron, Gago Coutinho y Sacadura Cabral habían concluido con éxito la primera travesía aérea del Atlántico Sur, y por primera vez se había volado sobre el Océano Atlántico únicamente con la ayuda de la navegación astronómica.
Aunque el viaje duró 79 días, el tiempo de vuelo fue de apenas 62 horas y 26 minutos, habiendo recorrido un total de 8.383 kilómetros. El viaje sirvió de inspiración para las hazañas posteriores, como las de João Ribeiro de Barros, Charles Lindbergh y el Vuelo del Plus Ultra.